# Complejo de ataque a membrana

Complejo de ataque a membrana. Membrane attack complex.

El complejo de ataque a membrana (MAC por sus siglas en inglés, Membrane Attack Complex) se forma típicamente en la superficie de una célula bacteriana patógena invasora como resultado de la activación del sistema del complemento. Es una de las vías finales del sistema inmunitario y como resultado de su formación se produce la lisis (muerte) celular del objetivo.

## Estructura y función

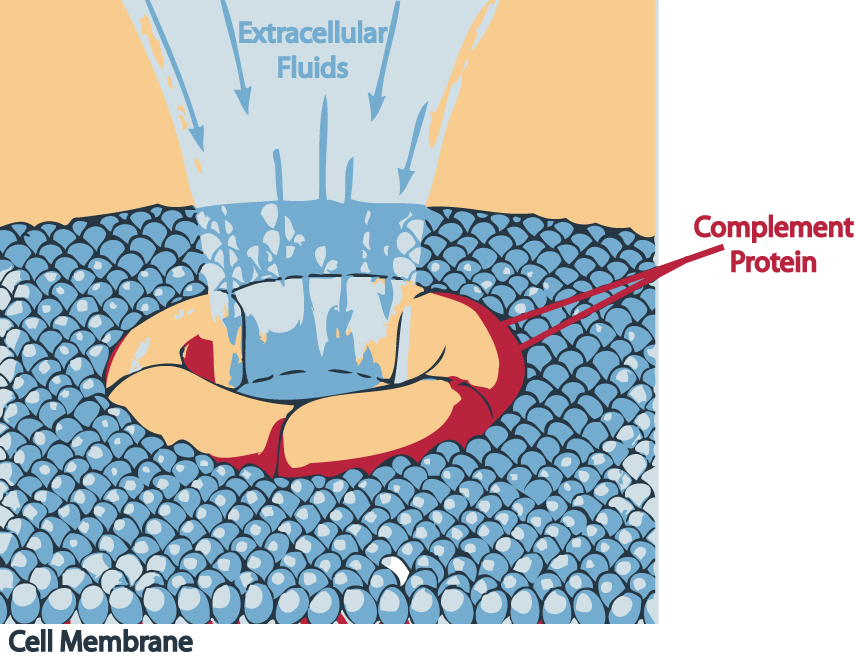
MAC destruyendo una célula

Está compuesto por un complejo multiproteico de cuatro proteínas del complemento (C5b, C6, C7 y C8) que se unen a la superficie exterior de la membrana plasmática, además de múltiples copias de una quinta proteína (C9), que se unen entre sí formando un tubo que pasa a través de la membrana. Todas las proteínas del complemento, de la C6 a la C9, y también la perforina pertenecen la superfamilia MACPF, que se caracterizan por contener un motivo estructural también denominado dominio MACPF, que es homóloga a la citolisina dependiente de colesterol de las bacterias Gram + La fórmula de composición del complejo multiproteico es (C5b678) 1 (C9) n. El Factor de Restricción Homólogo (HRF) y la proteína CD59 o protectina inhiben la formación del complejo de ataque a membrana. 
La estructura anular de MAC, actuando como un canal a través de la membrana permite la libre difusión de moléculas en ambos lados de la célula, lo que distorsiona su ambiente interno matándola rápidamente.

## Iniciación: C5-C7
El complejo de ataque a membrana se inicia cuando la proteína del complemento, C5 convertasa, escinde C5 en C5a y C5b. 
Otra proteína del complemento, C6, se une a C5b. 
Al complejo C5bC6 se le une C7. 
Este ensamblaje altera la configuración molecular de las proteínas exponiendo una zona hidrofóbica de C7 que permite a éste insertarse en la bicapa de fosfolípidos del patógeno.

## Polimerización: C8-C9
Al unirse los componentes del complemento C8 y C9 quedan expuestos motivos hidrofóbicos similares al de C7, de modo que también se pueden insertar en la bicapa. 
C8 es un complejo formado por dos proteínas CD8 beta y  C8 alfa-gamma. 
C8 alpha-gamma tiene una área hidrofóbica que se inserta en la bicapa. C8 alfa-gamma induce la polimerización de entre 10 y 16 moléculas de C9 en una estructura en forma de poro conocida como complejo de ataque a membrana.